# Vuelo 293 de Northwest Orient Airlines
El vuelo 293 de Northwest Orient Airlines fue un chárter militar estadounidense operado el 3 de junio de 1963 por un Douglas DC-7C registrado N290 de Northwest Orient Airlines que se estrelló en el mar frente a la costa de Alaska. Los 101 tripulantes y pasajeros a bordo murieron. Fue el desastre más mortífero de la aerolínea hasta el accidente del vuelo 255 de Northwest Airlines 24 años después.

## Accidente
El vuelo 293 fue fletado por el Servicio de Transporte Aéreo Militar de la Fuerza Aérea de los Estados Unidos para transportar a 95 militares y sus familias desde la Base de la Fuerza Aérea McChord en el estado de Washington hasta la Base de la Fuerza Aérea Elmendorf en Alaska. El DC-7 partió de McChord a las 07:52 hora estándar del Pacífico. El último contacto por radio con el avión fue a las 10:06, cuando la tripulación solicitó un cambio de nivel de vuelo. Cuando no se había escuchado nada más durante más de una hora, se inició una búsqueda de la aeronave a las 11:16. No fue sino hasta las 19:22 que se observaron restos flotantes a 293,7 km al OSO de la isla Annette, Alaska.
Se recuperaron aproximadamente 1,500 libras de restos, incluidos los chalecos salvavidas todavía encerrados en sus contenedores de plástico y los marcos de los asientos extremadamente deformados. Nunca se recuperó ninguno de los cuerpos de la tripulación ni de los pasajeros.

## Investigación
Con los restos del naufragio bajo 8.000 pies de agua, la Junta de Revisión de Accidentes concluyó que "debido a la falta de evidencia, la Junta no puede determinar la causa probable del accidente".